# Józef Bialic
Józef Bialic (ur. 15 marca 1927, zm. 2005) – polski działacz państwowy, w latach 1980–1984 przewodniczący Prezydium WRN w Gorzowie Wielkopolskim.

## Życiorys
Pracował jako dyrektor Zakładu Doświadczalnego Uprawy, Nawożenia i Gleboznawstwa w Wierzbnie. Od 24 czerwca 1984 do 27 czerwca 1988 zajmował stanowisko przewodniczącego Prezydium Wojewódzkiej Rady Narodowej w Gorzowie Wielkopolskim; zastąpił go Stanisław Nowak.